# Timpuri Noi
Timpuri Noi – stacja metra w Bukareszcie, na linii M1. stacja została otwarta w 1981.